# Olha Bibik
Olha Bibik (en ukrainien : Ольга Бібік), née le 5 février 1990, est une athlète ukrainienne, spécialiste du 400 mètres.

## Biographie
Dans l'épreuve du relais 4 × 400 m, elle se classe cinquième des championnats d'Europe en salle 2013, cinquième des championnats du monde en salle 2016, sixième des Championnats d'Europe 2016, cinquième des Jeux olympiques de 2016, et troisième des championnats d'Europe en salle 2017.

## Palmarès
| Date | Compétition                    | Lieu           | Résultat | Épreuve   | Temps         |
| ---- | ------------------------------ | -------------- | -------- | --------- | ------------- |
| 2013 | Championnats d'Europe en salle | Göteborg       | 5e       | 4 × 400 m |               |
| 2016 | Championnats d'Europe          | Amsterdam      | finale   | 4 x 400 m | DQ            |
| 2016 | Jeux olympiques                | Rio de Janeiro | finale   | 4 x 400 m | DQ            |
| 2017 | Championnats d'Europe en salle | Belgrade       | 3e       | 4 × 400 m | 3 min 32 s 10 |

## Records
| Épreuve | Épreuve   | Temps   | Lieu  | Date            |
| ------- | --------- | ------- | ----- | --------------- |
| 400 m   | Plein air | 51 s 69 | Lutsk | 17 juin 2016    |
| 400 m   | Salle     | 53 s 09 | Sumy  | 18 février 2017 |